# Tuiskon Ziller
Tuiskon Ziller (ur. 22 grudnia 1817 w Wasungen w Turyngii, zm. 20 kwietnia 1882 w Lipsku) – niemiecki filozof i pedagog, przedstawiciel herbartyzmu. Był profesorem uniwersytetu w Lipsku. Jego praca Vorlesungen über allgemeine Pädagogik (1876) miała duży wpływ na kształcenie nauczycieli niemieckich aż do 1900 roku.